# Mangelia jerbaensis
Mangelia jerbaensis é uma espécie de gastrópode do gênero Mangelia, pertencente a família Mangeliidae.